# Stibniet
Het mineraal stibniet (ook: antimoniet) is een antimoon-sulfide met de chemische formule Sb2S3.

## Eigenschappen
Het opaak loodgrijze, staalgrijze of zwarte stibniet heeft een metallische glans, een zwartgrijze streepkleur en de splijting van het mineraal is perfect volgens het kristalvlak [010]. Het kristalstelsel is orthorombisch. Stibniet heeft een gemiddelde dichtheid van 4,63 g/cm³, de hardheid is 2 en het mineraal is niet radioactief. Antimoniet komt voor als lange, straalvormige uitwaaierende kristallen of in massieve vorm. Deze laatste kan verward worden met galeniet, maar de kristalvorm is kenmerkend voor antimoniet, evenals het lage smeltpunt: het smelt in een kaarsvlam. Dit mineraal is de belangrijkste bron van het betrekkelijk zeldzame element antimoon (concentratie 0,2 delen per miljoen in de aardkorst), een giftig element dat gebruikt wordt in accu's,voor halfgeleiders en voor het harden van metaallegeringen.

## Naamgeving
De naam van het mineraal stibniet is afgeleid van het Griekse stibnum, dat "antimoon" betekent.

## Voorkomen
Stibniet is een mineraal dat wordt gevormd in hydrothermale aders samen met andere antimoon-ertsen, in sedimenten bij heetwaterbronnen en in kalksteen. De typelocatie is gelegen in Ichinokawa, Shikoku, Japan. Het wordt ook gevonden in Lengshuijang, Hunan, China